# Riedji
Riedji ist eine Alp der Gemeinde St. Niklaus (walliserdeutsch Zaniglas) im Walliser Bezirk Visp.
Hinweis: Es gibt in der Nähe eine zweite Alp namens Riedji in der Gemeinde Stalden VS, gelegen zwischen Staldenried und Gspon, ebenfalls im Walliser Bezirk Visp.

## Geographie
Riedji liegt auf 1793 m ü. M. an der linken Talflanke oberhalb von St. Niklaus Dorf (1120 m ü. M., walliserdeutsch Zaniglas) und ist auf dem Landweg über einen schmalen Pfad zu Fuss zu erreichen.
Die Siedlung umfasst sechs historische Holzgebäude. Es sind Blockhäuser aus Lärchenholz mit Dächern aus massiven Steinplatten. Zwischen 1724 m und 1796 m stehen sie verstreut auf einem relativ steilen Bergsattel von etwa 30'000 m2.

## Namenkunde
Das Wort Riedji ist eine alte Bezeichnung für feuchte Wiese.

## Geschichte
Die Alp wird seit über 500 Jahren von den Bewohnern des Dorfes St. Niklaus während der Sommermonate für den Getreideanbau und zur Viehweidung genutzt. Das älteste, heute noch bestehende Gebäude wurde 1508 errichtet.

## Materialseilbahn
Die Einseil-Pendelbahn mit zwei verbundenen Wagen zum Materialtransport führt von St. Niklaus Dorf in 1239 m ü. M. zur Siedlung auf 1707 m ü. M. Die Wasserballastbahn wurde 1937 erbaut.